# Dynastes tityus
Dynastes tityus (лат.) — вид жесткокрылых насекомых из подсемейства дупляков внутри семейства пластинчатоусых. Распространён в восточных и юго-восточных США: от штатов Нью-Йорк, Иллинойс и Индиана южнее до Флориды и Мексиканского залива, восточнее до Техаса. Личинки питаются гниющей древесиной различных видов деревьев, включая черешню и робинию псевдоакацию. На переднеспинке самцов имеется длинный рог, направленный вперёд. Ниже этого рога находятся ещё два небольших, прямых, направленных вперёд, располагающихся на одной горизонтальной линии. На голове самцов также имеется один длинный рог. Надкрылья жуков зеленоватые, серые или жёлто-коричневые, с чёрными пятнами. Форма, размеры и расположение пятен индивидуальны у каждой особи.

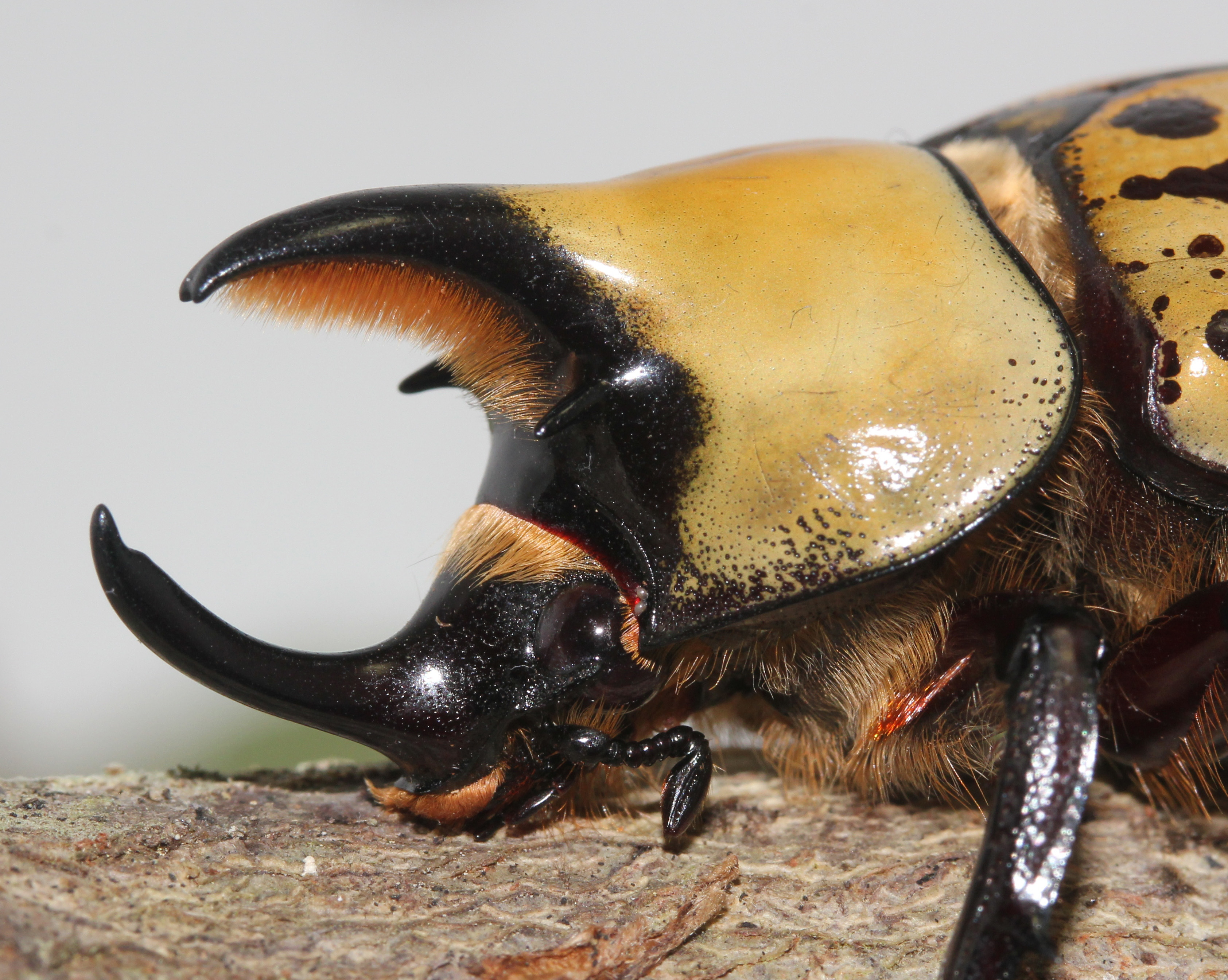
Голова самца
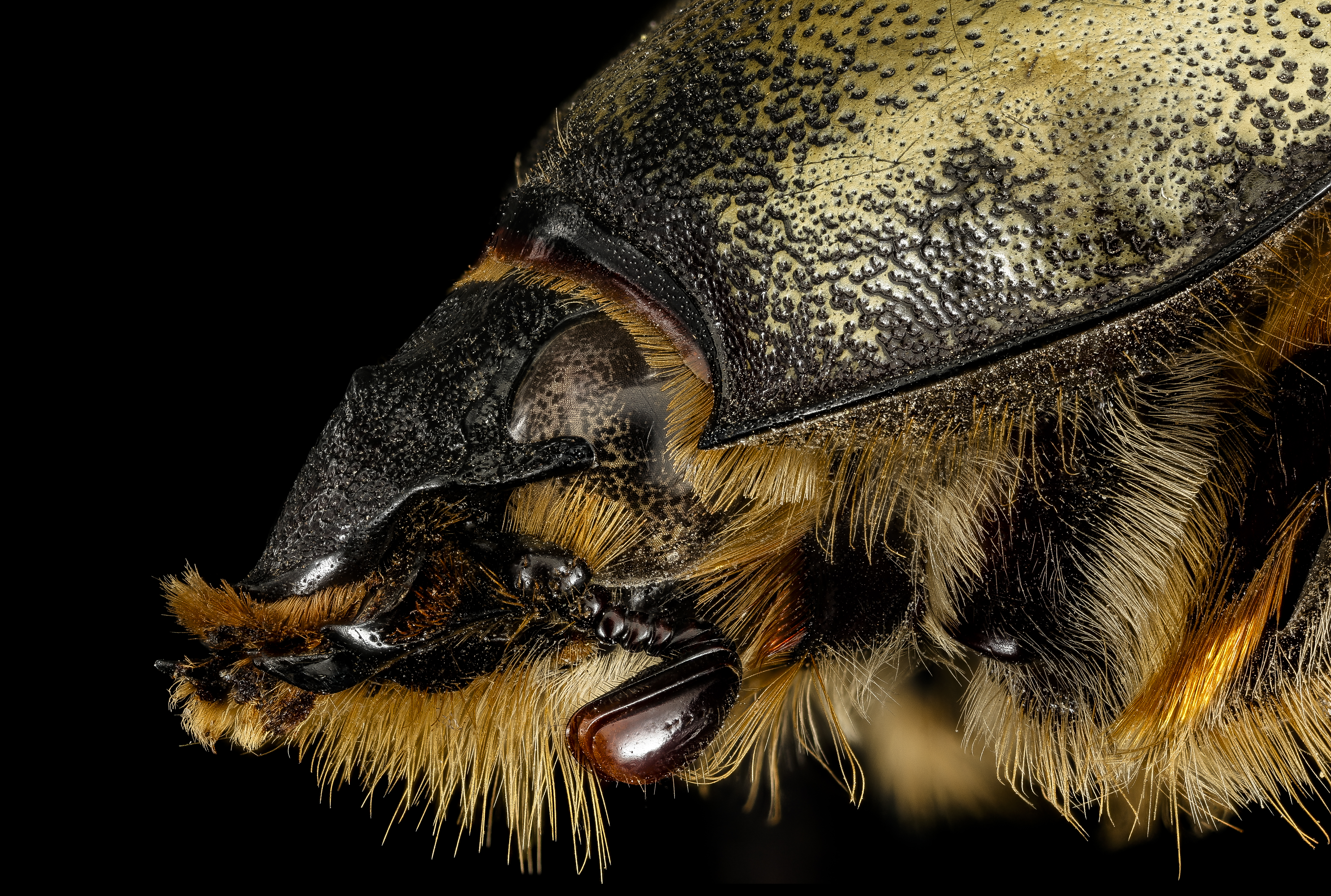
Голова самки
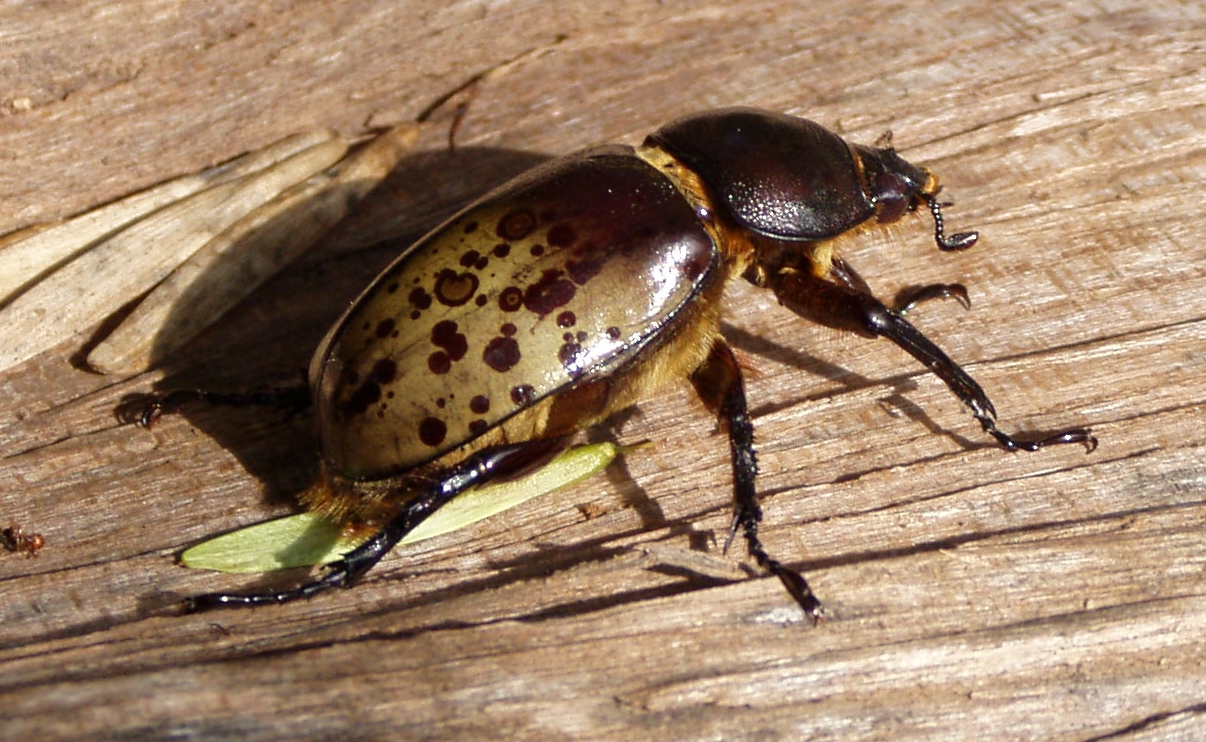
Самка